# Sibon longifrenis
Sibon longifrenis ist eine Natternart der Gattung Sibon, die in Teilen Mittelamerikas verbreitet ist.

## Merkmale
Sibon longifrenis hat eine Gesamtlänge von durchschnittlich 54,1 cm bei Weibchen und 57,8 cm bei Männchen. Sie kann aber auch bis zu 70 cm erreichen. Die Art hat eine zugespitzte Schnauze und einen zum Hals hin schmaler werdenden Kopf. Die Augen sind nicht auffallend groß oder vorspringend. Die Beschuppung weist 147 bis 173 Bauchschuppen und 80 bis 106 Subcaudalia auf. Die Anzahl der Oberlippenschilde liegt zwischen 7 und 9 und die der Unterlippenschilde zwischen 6 und 9. Sie hat zudem 1 bis 3 Postocularia. Die glatten, dorsalen Schuppen sind in 15 Reihen angeordnet.
Die Körperfarbe erinnert an Farbmorphen der Greifschwanz-Lanzenotter, einer Giftschlange, sodass es sich hierbei möglicherweise um Mimikry handelt. Es bestehen Unterschiede in der Musterung der Bauchschuppen zwischen Exemplaren aus Honduras und Exemplaren aus Costa Rica und Panama. Das Muster der aus Honduras stammenden Exemplare ähnelt dabei der Schwesterart Sibon argus, jedoch unterscheiden sich beide Arten in der Anzahl der Bauchschuppen und Subcaudalia sowie in der Kopfform und Größe der Augen. Die Körperfarbe ist dorsal grün mit schwarz umrandeten rostfarbenen Kreuzbändern, die teilweise unterbrochen sind. Die Kreuzbänder werden seitlich von elfenbeinfarbenen Flecken begrenzt. Der Kopf ist ebenfalls dorsal grün mit schwarz umrandeten rostfarbenen Flecken. Die Bauchseite ist gelblich mit rostfarbenen Flecken gestreift und schwarzen, länglichen Flecken. Die Iris ist hellolivgrün mit schwarzer und rostroter Sprenkelung.

## Lebensweise
Die Natternart lebt auf Bäumen und ist nachtaktiv.
Zu ihrer Nahrung zählen Amphibieneier wie die der Glasfroschart Cochranella albomaculat sowie Wenigborster.
Die Weibchen legen Eier, die eine weiße Farbe und längliche Form haben. Die Gelegegrößen für Schlangen der Gattung Sibon liegen typischerweise zwischen zwei und neun Eiern.

## Vorkommen
Die Art ist im Westen von Panama, im Nordosten von Honduras bis Costa Rica und in Nicaragua verbreitet. Sie kommt in feuchten, schattigen Wäldern bis etwa 900 m Höhe vor. Die IUCN stuft die Art als nicht gefährdet (least concern) ein und den Populationstrend als stabil. Sie ist jedoch nicht häufig anzutreffen und nur von wenigen Fundorten bekannt. Eine mögliche Bedrohung ist die Rodung von Wäldern, die der Art als Lebensraum dienen. Sie kommt jedoch unter anderem im panamaischen Nationalpark Omar Torrijos vor.

## Taxonomie
Sibon longifrenis ist eine Art aus der Gattung Sibon innerhalb der Unterfamilie Dipsadinae. Sie wurde 1909 von dem amerikanischen Zoologen Leonhard Hess Stejneger als Mesopeltis longifrenis wissenschaftlich erstbeschrieben. Die Terra typica ist Bocas del Toro auf der Colón-Insel in Panama. Stand 2023 gehören 16 weitere Arten zur Gattung.
Synonyme:
- Mesopeltis longifrenis Stejneger, 1909
- Leptognathus longifrenis Werner, 1910[9]
- Dipsas costaricensis Taylor, 1951[10]